# 鍾明進
鍾明進，字子佳，號偉韜，浙江長興縣人。清朝政治人物、同進士出身。

## 生平
順治六年（1649年）登進士，历官廣東惠州府知府，著有《两粤吟》、《南园集》、《燕中草》等書。